# Adria Mobil/Saison 2015
Dieser Artikel listet Erfolge und Fahrer des Radsportteams Adria Mobil in der Saison 2015 auf.

## Erfolge in der UCI Europe Tour
In der Saison 2015 konnte das Team folgende Erfolge in der UCI Europe Tour herausfahren:
| Datum         | Rennen                                             | Kat. | Fahrer        |
| ------------- | -------------------------------------------------- | ---- | ------------- |
| 4. März       | Trofej Umag                                        | 1.2  | Marko Kump    |
| 7. März       | Poreč Trophy                                       | 1.2  | Marko Kump    |
| 15. März      | 3. Etappe Istrian Spring Trophy                    | 2.2  | Marko Kump    |
| 5. April      | Grand Prix Adria Mobil                             | 1.2  | Marko Kump    |
| 18. April     | Banja Luka-Belgrade I                              | 1.2  | Marko Kump    |
| 23. April     | 2. Etappe Kroatien-Rundfahrt                       | 2.1  | Marko Kump    |
| 6. Mai        | 1. Etappe Tour d’Azerbaïdjan                       | 2.1  | Marko Kump    |
| 7. Mai        | 2. Etappe Tour d’Azerbaïdjan                       | 2.1  | Primož Roglič |
| 6.–10. Mai    | Gesamtwertung Tour d’Azerbaïdjan                   | 2.1  | Primož Roglič |
| 12. Juni      | Slowenische Meisterschaft – Einzelzeitfahren (U23) | CN   | Jon Božič     |
| 12. Juni      | 1. Etappe Tour of Małopolska                       | 2.2  | Marko Kump    |
| 13. Juni      | 2. Etappe Tour of Małopolska                       | 2.2  | Marko Kump    |
| 12.–14. Juni  | Gesamtwertung Tour of Małopolska                   | 2.2  | Marko Kump    |
| 20. Juni      | 3. Etappe Slowenien-Rundfahrt                      | 2.1  | Primož Roglič |
| 21. Juni      | 4. Etappe Slowenien-Rundfahrt                      | 2.1  | Marko Kump    |
| 18.–21. Juni  | Gesamtwertung Slowenien-Rundfahrt                  | 2.1  | Primož Roglič |
| 28. Juni      | Kroatische Meisterschaft – Straßenrennen (U23)     | CN   | Josip Rumac   |
| 28. Juni      | Slowenische Meisterschaft – Straßenrennen (U23)    | CN   | David Per     |
| 30. August    | Kroatien-Slowenien                                 | 1.2  | Marko Kump    |
| 13. September | Velothon Stockholm                                 | 1.1  | Marko Kump    |

## Erfolge in der UCI Asia Tour
In der Saison 2015 konnte das Team folgende Erfolge in der UCI Asia Tour herausfahren:
| Datum       | Rennen                             | Kat. | Fahrer          |
| ----------- | ---------------------------------- | ---- | --------------- |
| 5. Juli     | 1. Etappe Tour of Qinghai Lake     | 2.HC | Marko Kump      |
| 6. Juli     | 2. Etappe Tour of Qinghai Lake     | 2.HC | Marko Kump      |
| 9. Juli     | 5. Etappe Tour of Qinghai Lake     | 2.HC | Primož Roglič   |
| 10. Juli    | 6. Etappe Tour of Qinghai Lake     | 2.HC | Marko Kump      |
| 13. Juli    | 9. Etappe Tour of Qinghai Lake     | 2.HC | Marko Kump      |
| 17. Juli    | 12. Etappe Tour of Qinghai Lake    | 2.HC | Marko Kump      |
| 5.–19. Juli | Gesamtwertung Tour of Qinghai Lake | 2.HC | Radoslav Rogina |

## Abgänge – Zugänge
| Zugänge     | Team 2014    | Abgänge       | Team 2015                    |
| ----------- | ------------ | ------------- | ---------------------------- |
| Marko Kump  | Tinkoff-Saxo | Matej Mugerli | Synergy Baku Cycling Project |
| Josip Rumac | Etixx        | Tomaž Nose    | Karriereende                 |
| Jon Božič   | Neoprofi     | Aljaž Hočevar | Unbekannt                    |
|             |              | Bruno Maltar  | Meridiana Kamen Team         |

## Mannschaft
| Name            | Geburtstag        | Nationalität |
| --------------- | ----------------- | ------------ |
| Jon Bozic       | 16. November 1996 | Slowenien    |
| Kristjan Fajt   | 7. Mai 1982       | Slowenien    |
| Marko Kump      | 9. September 1988 | Slowenien    |
| Domen Novak     | 12. Juli 1995     | Slowenien    |
| David Per       | 13. Februar 1995  | Slowenien    |
| Radoslav Rogina | 3. März 1979      | Kroatien     |
| Primož Roglič   | 29. Oktober 1989  | Slowenien    |
| Josip Rumac     | 26. Oktober 1994  | Kroatien     |
| Klemen Štimulak | 20. Juli 1990     | Slowenien    |